# Loubha Football Club
Actualités
Le Loubha FC est un club de football de Guinée, situé à Télimélé dans l'ouest du pays, jouant en Ligue 1.

## Histoire

### Le Télé FC
Le club de Télé FC était le club de la ville. La fin des années 1970 et le début des années 1980 voit l'essor de l'équipe, qui correspond à l'arrivée en tant gouverneur de la région de Seydou Keita - ancien ambassadeur de Guinée à Paris.
Dominé auparavant par le Gangan FC, situé à Kindia, le Télé FC renverse la situation avec le soutien du nouveau gouverneur et des joueurs emblématiques comme Amadou Barry « Katoumba ».

### Dans les divisions inférieures
Mohamed Barry renomma en 2007 le club en Loubha FC de Télimélé.
À l'issue de la saison 2018-2019, Loubha FC accède à la division supérieure, la Ligue 1 guinéenne, en prenant la deuxième place derrière Flamme Olympique. La place est assurée lors de la 25e journée, après une victoire 2-0 contre le Milo FC.

### Ligue 1 (depuis 2019)
Le club débute en championnat le 26 octobre par une défaite 1-0 à domicile contre l'Éléphant de Coléah.
Le club est septième avec 13 points au compteur (3 V, 4 N, 1 D), avec un match en moins.

## Couleurs et logos

### Couleurs
Le club du Loubha FC joue en bleu et jaune.

### Logo
Le logo se caractérise par un habituel disque aux couleurs orange, brun orangé et blanc, avec une superposition des initiales du club LFC. La date de fondation - 2007 - et le nom complet du club sont présents près de la circonférence du disque. La particularité est l'image en haut du disque, représentant le col de Loubha.

## Personnalités historiques

### Joueurs emblématiques
- Amadou « Katoumba » Barry : libéro et capitaine du Télé FC, frère du président actuel du Loubha FC. Un trophée à son nom est donné au vainqueur du Tournoi Inter-Sous Préfectoral de Télimélé[5].
- Younoussa « Goulgoul » Diallo[6], maire de Télimélé depuis octobre 2018[7],[8].

### Entraîneurs
- Mohamed Kaman Camara, entraîneur actuel[9].

### Présidents
- Mohamed Barry[8]

## Structures du club

### Stade
Le LFC joue actuellement au stade Fodé Fissia de Kindia.